# Caiaque polo nos Jogos Mundiais de 2009
As competições do caiaque polo nos Jogos Mundiais de 2009 ocorreram entre 17 e 18 de julho na Represa de Lotus. Dois eventos foram disputados.

## Quadro de medalhas
| Ordem | País          | Medalha de ouro | Medalha de prata | Medalha de bronze |   |
| ----- | ------------- | --------------- | ---------------- | ----------------- | - |
| 1     | França        | 1               |                  | 1                 | 2 |
| 2     | Grã-Bretanha  | 1               |                  |                   | 1 |
| 3     | Países Baixos |                 | 1                |                   | 1 |
| 3     | Alemanha      |                 | 1                |                   | 1 |
| 5     | Austrália     |                 |                  | 1                 | 1 |
| TOTAL | TOTAL         | 2               | 2                | 2                 | 6 |

## Medalhistas
Masculino
|  | França |  | Países Baixos |  | Austrália |
|  | François Barbey Martin Brodoux Thibault Chanuc Manuel Courtin Yves Mary Denis Maxime Gohier Philippe Pfister Nathan Souviraa-Labastie |  | Robert Aitken Thomas Bartels Jeroen Dieperink Jurjen Hallegraeff Hagen Oligmueller Wouter Ottjes Michiel Schreurs Paul Snijders |  | Duncan Cochrane Chris Heard Anton Holmes Josh Holmes Craig Hutchinson Ian McIntosh Matthew Moore Nathan Moore |

Feminino
|  | Grã-Bretanha |  | Alemanha |  | França |
|  | Zoee Anthony Prudence Blyth Eleanor Bridgstock Charlene Cheung Virginia Coyles Phillipa Grayson Kathryn Grieves Charlotte Lister Kirsty Sutcliffe Rebecca Ward Ceri Winter |  | Alexandra Bonk Stefanie Esser Elena Gilles Tonie Lenz Tanja Manegold Christina Mantell Caroline Esther Sinsel Regina Weinberger |  | Melanie Biemont Virginie Brackez Annie Chevalier Gaelle Francois Camille Girard Justine Lefebvre Valerie Sibioude Jade Vassallo |

## Resultados
| Pos. | Equipe        | Pts | J | V | GP | GC | SG  |
| ---- | ------------- | --- | - | - | -- | -- | --- |
| 1    | França        | 15  | 5 | 5 | 18 | 8  | 10  |
| 2    | Países Baixos | 10  | 5 | 3 | 24 | 13 | 11  |
| 3    | Itália        | 8   | 5 | 2 | 18 | 11 | 7   |
| 4    | Austrália     | 6   | 5 | 2 | 22 | 15 | 7   |
| 5    | Espanha       | 4   | 5 | 1 | 14 | 20 | -6  |
| 6    | Taipé Chinesa | 0   | 5 | 0 | 10 | 39 | -29 |

| Dia         | Jogo          | Jogo | Jogo         |
| ----------- | ------------- | ---- | ------------ |
| 17 de julho | Países Baixos | 8-0  | Taipé Chinês |
| 17 de julho | França        | 3-1  | Espanha      |
| 17 de julho | Itália        | 3-2  | Austrália    |
| 17 de julho | França        | 5-1  | Taipé Chinês |
| 17 de julho | Itália        | 1-1  | Espanha      |
| 17 de julho | Países Baixos | 5-4  | Austrália    |
| 17 de julho | Austrália     | 6-3  | Espanha      |
| 17 de julho | Itália        | 10-3 | Taipé Chinês |
| 17 de julho | Países Baixos | 3-5  | França       |
| 17 de julho | Países Baixos | 6-2  | Espanha      |
| 17 de julho | Austrália     | 9-2  | Taipé Chinês |
| 17 de julho | França        | 3-2  | Itália       |
| 18 de julho | Espanha       | 7-4  | Taipé Chinês |
| 18 de julho | França        | 2-1  | Austrália    |
| 18 de julho | Países Baixos | 2-2  | Itália       |

| Horário     | Jogo   | Jogo          | Jogo | Jogo      |
| ----------- | ------ | ------------- | ---- | --------- |
| 18 de julho | Jogo A | França        | 1-0  | Austrália |
| 18 de julho | Jogo B | Países Baixos | 2-1  | Itália    |

| Horário     | Jogo                | Jogo      | Jogo | Jogo          |
| ----------- | ------------------- | --------- | ---- | ------------- |
| 18 de julho | Decisão do 5º lugar | Espanha   | 4-1  | Taipé Chinês  |
| 18 de julho | Decisão do 3º lugar | Austrália | 5-4  | Itália        |
| 18 de julho | Final               | França    | 5-4  | Países Baixos |

| Pos.    | País          |
| ------- | ------------- |
| Ouro.   | França        |
| Prata.  | Países Baixos |
| Bronze. | Austrália     |
| 4       | Itália        |
| 5       | Espanha       |
| 6       | Taipé Chinesa |

| Pos. | Equipe        | Pts | J | V | GP | GC | SG  |
| ---- | ------------- | --- | - | - | -- | -- | --- |
| 1    | Grã-Bretanha  | 15  | 5 | 5 | 26 | 9  | 17  |
| 2    | Nova Zelândia | 8   | 5 | 2 | 13 | 9  | 4   |
| 3    | Alemanha      | 8   | 5 | 2 | 12 | 9  | 3   |
| 4    | França        | 5   | 5 | 1 | 9  | 11 | -2  |
| 5    | Austrália     | 4   | 5 | 1 | 11 | 19 | -8  |
| 6    | Taipé Chinesa | 1   | 5 | 0 | 10 | 24 | -14 |

| Dia         | Jogo          | Jogo | Jogo          |
| ----------- | ------------- | ---- | ------------- |
| 17 de julho | Grã-Bretanha  | 10-3 | Taipé Chinês  |
| 17 de julho | Alemanha      | 2-0  | Austrália     |
| 17 de julho | França        | 0-2  | Nova Zelândia |
| 17 de julho | França        | 1-0  | Taipé Chinês  |
| 17 de julho | Alemanha      | 5-3  | Taipé Chinês  |
| 17 de julho | França        | 3-3  | Austrália     |
| 17 de julho | Grã-Bretanha  | 2-1  | Nova Zelândia |
| 17 de julho | Grã-Bretanha  | 2-1  | Alemanha      |
| 17 de julho | Nova Zelândia | 5-2  | Austrália     |
| 17 de julho | Nova Zelândia | 3-3  | Taipé Chinês  |
| 17 de julho | Alemanha      | 2-2  | França        |
| 17 de julho | Grã-Bretanha  | 8-1  | Austrália     |
| 18 de julho | Austrália     | 5-1  | Taipé Chinês  |
| 18 de julho | Alemanha      | 2-2  | Nova Zelândia |
| 18 de julho | Grã-Bretanha  | 4-3  | França        |

| Horário     | Jogo   | Jogo          | Jogo | Jogo     |
| ----------- | ------ | ------------- | ---- | -------- |
| 18 de julho | Jogo A | Grã-Bretanha  | 2-1  | França   |
| 18 de julho | Jogo B | Nova Zelândia | 1-2  | Alemanha |

| Horário     | Jogo                | Jogo        | Jogo | Jogo          |
| ----------- | ------------------- | ----------- | ---- | ------------- |
| 18 de julho | Decisão do 5º lugar | Austrália   | 6-7  | Taipé Chinês  |
| 18 de julho | Decisão do 3º lugar | França      | 1-0  | Nova Zelândia |
| 18 de julho | Final               | Reino Unido | 4-2  | Alemanha      |

| Pos.    | País          |
| ------- | ------------- |
| Ouro.   | Grã-Bretanha  |
| Prata.  | Alemanha      |
| Bronze. | França        |
| 4       | Nova Zelândia |
| 5       | Taipé Chinesa |
| 6       | Austrália     |